# Барбан (Француска)
Барбан (фр. Barben) насеље је и општина у југоисточној Француској у региону Прованса-Алпи-Азурна обала, у департману Ушће Роне која припада префектури Екс ан Прованс.
По подацима из 2011. године у општини је живело 687 становника, а густина насељености је износила 30,07 становника/km². Општина се простире на површини од 22,85 km². Налази се на средњој надморској висини од 114 метара (максималној 204 m, а минималној 87 m).

## Демографија
| 1962. | 1968. | 1975. | 1982. | 1990. | 1999. | 2011. |
| ----- | ----- | ----- | ----- | ----- | ----- | ----- |
| 259   | 315   | 350   | 420   | 500   | 555   | 687   |

График промене броја становника у току последњих година